# Luka Luković
Luka Luković, né le 16 octobre 1996 à Belgrade, est un footballeur serbe. Il évolue au poste de milieu offensif.

## Biographie

### En club
Après une formation chez les jeunes de l'Étoile rouge Belgrade, il part au FK Vojvodina. Le 26 avril 2014, il fait ses débuts avec le FK Vojvodina en première division serbe lors d'un match à l'extérieur contre le Radnički Kragujevac. Il met ensuite fin à son contrat avec le FK Vojvodina et quitte le club à l'été 2015. 
Après avoir passé une saison avec le FC Biel-Bienne en deuxième division suisse, Luković rejoint le FK Bačka Bačka Palanka à l'été 2016. Au cours de l'été 2018, après l'expiration de son contrat avec le FK Bačka Bačka Palanka, Luković signe pour trois ans avec le club belge du Royal Excel Mouscron,.

## Vie privée
Luka Luković est le frère de Miloš Luković, lui aussi footballeur professionnel.